# كيث هارت
كيث هارت (بالإنجليزية: Keith Hart)‏ (و. 1952  م) هو مصارع محترف كندي، ولد في كالغاري.

## التعليم
تعلم في ستامبيد ريسلينغ ‏.

## وصلات خارجية
- كيث هارت على موقع IMDb (الإنجليزية)
- كيث هارت على موقع CageMatch worker (الإنجليزية)
- كيث هارت على موقع قاعدة بيانات المصارعة على الإنترنت (الإنجليزية)
- كيث هارت على موقع عالم المصارعة على الإنترنت (الإنجليزية)
- كيث هارت على موقع عالم المصارعة على الإنترنت (الإنجليزية)

- كيث هارت في قاعدة بيانات الأفلام على الإنترنت